# Xã Big Creek, Michigan
Xã Big Creek (tiếng Anh: Big Creek Township) là một xã thuộc quận Oscoda, tiểu bang Michigan, Hoa Kỳ. Năm 2010, dân số của xã này là 2.827 người.